# یواس‌سی‌جی‌سی موهاک (دبلیوام‌ئی‌سی-۹۱۳)
یواس‌سی‌جی‌سی موهاک (دبلیوام‌ئی‌سی-۹۱۳) (به انگلیسی: USCGC Mohawk (WMEC-913)) یک کشتی است که طول آن ۲۷۰ فوت (۸۲ متر) می‌باشد. این کشتی در سال ۱۹۸۹ ساخته شد.